# Капушанські Клячани
Капушанські Клячани (словац. Kapušianske Kľačany, угор. Nyarádkelecsény) — село, громада в окрузі Михайлівці, Кошицький край, Словаччина. Кадастрова площа громади — 20,28 км². Населення — 941 особа (за оцінкою на 31 грудня 2017 р.; 75 % — мадяри, 18 % — цигани та 7 % — словаки).
Перша згадка 1315 року.
Село розташоване на висоті 106 м над рівнем моря.
В селі є бібліотека та футбольне поле.

## Транспорт
Автошлях 3756 (Cesty III. triedy).

## Населення
| Рік:            | 1994. | 2004.    | 2014.    | 2024.   |
| --------------- | ----- | -------- | -------- | ------- |
| Кількість осіб: | 738   | 822      | 922      | 976     |
| Різниця:        |       | +11,38 % | +12,16 % | +5,85 % |

| Рік:            | 2023. | 2024.   |
| --------------- | ----- | ------- |
| Кількість осіб: | 949   | 976     |
| Різниця:        |       | +2,84 % |